# Rynek w Bełżycach
Rynek w Bełżycach – plac w kształcie prostokąta, w centrum Bełżyc. Pośrodku placu znajduje się skwer z placem zabaw. Planowana jest rewitalizacja tego miejsca.